# Авантуре Саре Џејн (3. сезона)
Трећа сезона британске научнофантастичне телевизијске серије Авантуре Саре Џејн премијерно је емитована на каналу СВВС од 15. октобра до 20. новембра 2009. године. Трећа сезона броји 12 епизода.

## Опис
Глумачка постава се у овој сезони није мењала.

## Улоге
- Елизабет Слејден као Сара Џејн Смит
- Томи Најт као Лук Смит
- Данијел Ентони као Клајд Лангер
- Анџли Мохиндра као Рани Чандра

## Епизоде
| Бр. еп. (укупно) | Бр. еп. (у серији) | Наслов                            | Редитељ      | Сценариста    | Премијера          | Прод. код | Гледаност у Британији (милиони) |
| --- | ------------------ | --------------------------------- | ------------ | ------------- | ------------------ | --------- | ------------------------------- |
| 23 | 1                  | „Затвореник Џадуна (1. део)”      | Џос Егну     | Фил Форд      | 15. октобар 2009.  | 3.1       | 0,73                            |
| Када се свемирска јединица срушила близу њене куће, Сара Џејн и њена екипа истражују. Официр Џадуна, капетан Тибо, прогања одметника Вејла по имену Андровакс који жели да уништи све планете у галаксији. Он преузима и запоседа Сару Џејн која, делујући ван личности због поседовања, наређује господину Смиту да се аутоматски уништи. Почиње одбројавање од једног минута. |                    |                                   |              |               |                    |           |                                 |
| 24 | 2                  | „Затвореник Џадуна (2. део)”      | Џос Егну     | Фил Форд      | 16. октобар 2009.  | 3.2       | 0,82                            |
| Лук одвраћа господина Смита да се уништи, али опседнута Сара Џејн прикупља средства да направи свемирски брод који ће омогућити Андроваксу да побегне. Он жели да уништи све планете као освету након смрти Сунца на својој планети. Међутим, како стижу појачања Џадуна, Рани и Клајд помажу капетану Тибу да ухапси Андровакса, ослобађајући притом Сару Џејн, пошто Андровакса одводе на погубљење. Ранини родитељи Гита и Хареш такође су ухваћени у догађаје и били су зачуђени када су открили тајни живот своје ћерке и њених пријатеља. |                    |                                   |              |               |                    |           |                                 |
| 25 | 3                  | „Лудача у поткровљу (1. део)”     | Алис Траутон | Џозеф Лидстер | 22. октобар 2009.  | 3.3       | 0,75                            |
| Године 2059. дечак по имену Адам открива старију жену на тавану старе куће Саре Џејн. То је Рани која се присећа догађаја пре педесет година када је одговорила на е-поруку свог пријатеља сирочета Сема да истражи чудна дешавања на сајму забаве у Дејнмауту. У средишту загонетке је девојка црвеног лица по имену Ив која је послата на Земљу да побегне од рата на својој матичној планети и о њој се брине Хари, чувар на сајму забаве. Људи су нестајали и она говори Рани да су то усамљени људи које је узела да би се забавили. Она такође показује Рани визију себе за педесет година - као лудачу на тавану коју је открио Адам. |                    |                                   |              |               |                    |           |                                 |
| 26 | 4                  | „Лудача у поткровљу (2. део)”     | Алис Траутон | Џозеф Лидстер | 23. октобар 2009.  | 3.4       | 0,84                            |
| Брод, рачунаризовани свемирски брод који говори који је Ив довео на Земљу, спреман је да је врати на њену родну планету заједно са Семом и Харијем. У то време Сара Џејн и дечаци су стигли на сајам забаве. Рани одбија да прати свемирске путнике, али њен коментар, у жељи да је Сара Џејн, Лук и Клајд оставе на миру, свемирски брод схвата превише буквално, због чега сви они нестају, отварајући пут пројекцији Ранине будућности као тужне лудаче у нападу. Године 2059. Адам открива да је син Ив и Сема и испуњава Рани жељу. Жеља јој је да врати време како би поново била са својим пријатељима. |                    |                                   |              |               |                    |           |                                 |
| 27 | 5                  | „Венчање Саре Џејн Смит (1. део)” | Џос Егну     | Гарет Робертс | 29. октобар 2009.  | 3.5       | 1,59                            |
| Сара Џејн треба да се уда за шармантног Питера Далтона и није сигурна како да му саопшти вест о свом животном стилу. Изнервирана је када су Рани и дечаци расправљали о својим сумњама у Питера јер су били у његовој кући и нашли је празну. Веренички прстен који јој је поклонио такође има склоност да светли и господин Смит јој каже да открива присуство аномалије. Венчање се ипак наставља, али Доктор упада и омета поступак, говорећи Сари Џејн да се не удаје за Питера. Шаљивџија се тада појављује и поново нестаје са Саром Џејн и Питером. |                    |                                   |              |               |                    |           |                                 |
| 28 | 6                  | „Венчање Саре Џејн Смит (2. део)” | Џос Егну     | Гарет Робертс | 30. октобар 2009.  | 3.6       | 1,47                            |
| Сара Џејн и Питер завршавају у белој соби, празнини у којој јој Питер говори да је замало умро, али га је Шаљивџија спасао и склопио договор ако се ожени Саром Џејн. Није ни слутио да ће њој или њеним пријатељима бити учињено било какво зло. Шаљивџија објашњава свој план - да Сари Џејн да нови живот како би она заборавила свој стари као чувар Земље и учинила је рањивом за такве попут њега. Доктор, К9, Рани и дечаци су заробљени у сличној празнини, али на крају ступају у везу са Саром Џејн. Нажалост, једини начин да Шаљивџија буде поражен је да Питер прекине договор и да се жртвује. Живео је само полуживот, али брак са Саром Џејн би га учинио целим. Ојачан љубављу према Сари Џејн, он пристаје на своју смрт свестан да ће то учинити свет сигурнијим. Сара Џејн је разумљиво сломљена срца, али је Доктор теши, говорећи јој да је пред њом још диван живот и тражећи је да га никада не заборави. |                    |                                   |              |               |                    |           |                                 |
| 29 | 7                  | „Клопка вечности (1. део)”        | Алис Траутон | Фил Форд      | 5. новембар 2009.  | 3.8       | 0,93                            |
| Сара Џејн, Рани и Клајд сусрећу се са професорком Селест Риверс и њеним младим асистентом Тобијем у наводно уклетом имању Ашенхил где је 1665. године двоје деце његовог власника лорда Марчвуда наводно натерао да нестану од стране злокобног алхемичара по имену Еразмус Даркенинг. Заиста, професорка Риверс такође нестаје из расадника имања где играчке оживљавају и појављује се порука „Излази“. Рани и Клајд откривају тајни пролаз који води до Даркенингове лабораторије док је Сару Џејн од разбојничког створења спасила сенка самог лорда Марчвуда. |                    |                                   |              |               |                    |           |                                 |
| 30 | 8                  | „Клопка вечности (2. део)”        | Алис Траутон | Фил Форд      | 6. новембар 2009.  | 3.8       | 0,93                            |
| Са својом децом лорд Марчвуд води Сару Џејн у лабораторију да се састане са Рани, Клајдом и Тобијем. Проналазе машину за коју Сара Џејн верује да је времеплов кроз који је ушла звер која ју је напала, а која такође даје Даркенингу и људима које је он изазвао да нестану у прошлости бесмртност. Она верује да ће Даркенинг користити машину да побегне у другу галаксију. Звер убије лорд Марчвуд који је затим по упутствима Саре Џејн натерао Даркенинга да стане на одређено место где га Сара Џејн претвара у струју. Селест Риверс се поново појављује, али, упркос свим доказима о Марчвуду, Сара Џејн тврди да и даље сумња у постојање духовног света. |                    |                                   |              |               |                    |           |                                 |
| 31 | 9                  | „Освета Мона Лизе (1. део)”       | Џос Егну     | Фил Форд      | 12. новембар 2009. | 3.9       | 1,12                            |
| Клајд је добио награду за своју слику, да види Мона Лизу на њеној првој изложби у британској галерији. Међутим, Мона Лиза оживљава, излази из рама и замењује се неким другим, што је квалитет који изгледа у стању да удвостручи, оживљавајући неке слике и стављајући људе и предмете у друге. Схвативши да је сонтараначки пиштољ иза Клајдовог уметничког дела, она приморава директора галерије Лајонела Хардинга да јој помогне да пронађе свог 'брата'. Сара Џејн стиже да је заустави, али завршава урамљена. |                    |                                   |              |               |                    |           |                                 |
| 32 | 10                 | „Освета Мона Лизе (2. део)”       | Џос Егну     | Фил Форд      | 13. новембар 2009. | 3.10      | 0,92                            |
| Мона Лизин "брат" је звер у трезору и господину Хардингу није драго што га је Мона Лиза ослободила па уништава кључ трезора. Клајд, међутим, извлачи још један кључ да би ослободио звер, а затим извлачи и К9 који оживљава и разноси звер. Ово покреће ланчану реакцију, ослобађајући Сару Џејн и друге који су били затворени у сликама и враћајући субјекте слика - међу којима и Мона Лизу - назад на њихово платно. |                    |                                   |              |               |                    |           |                                 |
| 33 | 11                 | „Дар (1. део)”                    | Алис Траутон | Руперт Лејт   | 19. новембар 2009. | 3.11      | 0,95                            |
| Лист и Дрво, два наизглед безопасна члана рода Блатеринаца, дарују Сари Џејн биљку познату као раквид. Анализа господина Смита сматра да је биљка безопасна, али док је Лук спавао, удисао је његове жиле због којих је пао у кому. |                    |                                   |              |               |                    |           |                                 |
| 34 | 12                 | „Дар (2. део)”                    | Алис Траутон | Руперт Лејт   | 20. новембар 2009. | 3.12      | 0,89                            |
| Рани и Клајд откривају раквид у школској научној лабораторији. Међутим, виде да је звук школског звона уништава па Сара Џејн тера господина Смита да поново програмира сву електричну опрему широм града на исту учесталост. Ово не само да враћа Лука, већ и убија било коју траву у том подручју. Нажалост, нешто од тога су појели Лист и Дрво, који су, када су дошли на таван Саре Џејн, пукли. |                    |                                   |              |               |                    |           |                                 |